# Mitsubishi 3MT5
Mitsubishi 3MT5 là một loại máy bay ném bom của Nhật Bản trong thập niên 1930.

## Định danh
Mitsubishi 3MT5 có vài tên gọi khác như:
Mitsubishi 3MT5
Mitsubishi 3MT5A
Mitsubishi Navy 7-shi Máy bay ném bom tấn công tàu sân bay thử nghiệm
Mitsubishi Navy Type 93 Máy bay ném bom tấn công bộ
Mitsubishi G1M (còn được dùng cho (Máy bay ném bom tấn công thử nghiệm 8-shi))

## Tính năng kỹ chiến thuật (3MT5)
Dữ liệu lấy từ Japanese Aircraft 1910–1941
Đặc tính tổng quan
- Kíp lái: 3–5
- Chiều dài: 12,05 m (39 ft 6 in)
- Sải cánh: 20,70 m (67 ft 11 in)
- Chiều cao: 4,70 m (15 ft 5 in)
- Diện tích cánh: 102,3 m2 (1.101 foot vuông)
- Trọng lượng rỗng: 3.940 kg (8.686 lb)
- Trọng lượng có tải: 6.400 kg (14.110 lb)
- Động cơ: 2 × Mitsubishi A4 , 600 kW (800 hp)  mỗi chiếc
- Cánh quạt: 4-lá

Hiệu suất bay
- Vận tốc cực đại: 235 km/h; 146 mph (127 kn)
- Tầm bay: 2.306 km; 1.433 mi (1.245 nmi) (trinh sát)
- Bán kính chiến đấu: 991 km; 616 mi (535 nmi)
- Thời gian lên độ cao: 3.000 m (9.840 ft) trong 13 phút

Vũ khí trang bị

- Súng: 3× súng máy 7,7 mm
- Bom: 1.000 kg (2,200 lb) bom hoặc 1 ngư lôi 800 kg (1760 lb)